# Villa VPRO (gebouw)
De Villa VPRO is het hoofdkantoor van de Nederlandse radio- en televisieomroep VPRO, gevestigd aan het Wim T. Schippersplein in Hilversum. Het gebouw is ontworpen door het Rotterdamse architectenbureau MVRDV en opgeleverd in 1997. Ook omroep HUMAN is tegenwoordig in Villa VPRO gevestigd.

## Geschiedenis
Vanaf de jaren '30 was de VPRO verspreid gevestigd in meerdere villa's te Hilversum aan de 's-Gravelandseweg en Insulindelaan, zonder één hoofdkantoor. Binnen de omroep verscheen op 16 november 1990 de memo 'Een huis voor de VPRO', waarin de directie constateerde dat de toenmalige oplossing met villa's niet langer stand kon houden. Omwonenden van de 's-Gravelandseweg waren niet blij met de eerder uitgevoerde uitbreidingen van de villa's met noodvoorzieningen in de achtertuinen voor de opnames van jeugdprogramma's, omdat hiermee het karakter van de buurt geschaad zou worden. De directie overwoog om desnoods naar Amsterdam te verhuizen, maar dit bleek onpraktisch te zijn.
Bij het inschakelen van een adviesbureau begin 1993 kwam de conclusie dat de VPRO met de verwachte groei van de omroep 530 medewerkers zou moeten onderbrengen op 9562 m2 vloeroppervlakte. Gezien de situatie met nog meer villa's onrealistisch geacht werd, kwamen er vijf nieuwe huisvestingslocaties voor de omroep op tafel, waaruit uiteindelijk het voormalige NOB-complex werd gekozen, dat zou worden omgebouwd tot het huidige Media Park.

### Opdracht
In 1993 kwam de opdracht vanuit de VPRO voor het nieuwe hoofdkantoor, waar ook de omroepen VARA (tegenwoordig BNNVARA), NPS en RVU (tegenwoordig samen NTR) zich zouden vestigen.
De VPRO stelde een commissie van deskundigen in om op zoek te gaan naar een architect, waar onder andere Rudi Fuchs, Tjeerd Dijkstra en Gerrit Oorthuys deel uit van maakten. Het doel was om een jong Nederlands architectenbureau te vinden met een vernieuwende architectuur, waarbij de vrees ontstond dat het project misschien te groot kon zijn.
De commissie kwam op 10 mei 1993 uit bij het bureau MVRDV, onder leiding van Winy Maas, Jacob van Rijs en Nathalie de Vries. Opgericht in 1990 had het bureau tot dan toe enkel een tijdelijk openluchttheater in Delft van 80 zitplaatsen gebouwd. De keuze voor MVRDV werd voornamelijk gemaakt vanwege hun publicaties als 'Statics' en prijsvraaginzendingen.

## Architectuur
De basisopzet van het gebouw bestaat uit een raster van 8x8 kolommen met een stramien van 7,2m. Het gebouw kent 5 bouwlagen en een daktuin, welke toegankelijk is per lift. In totaal bevat het een bruto vloeroppervlakte van 10.000 m2.
Het gebouw mocht vooral niet hoog zijn, om zo niet op te vallen binnen het landschap. Hierdoor is het diep geworden, met veel hellende, gekromde en gebogen vloeren die voor variatie in het plan zorgen. Het geheel van vloeren is verbonden om te zorgen voor een gevoel van continue ruimte en een vervaagde scheiding tussen binnen en buiten. De gevel kent 35 verschillende soorten glas.
Het grootste deel van het gebouw is ingedeeld als kantoortuin, met kantoren en studio's gesitueerd aan de randen van het gebouw. Er zijn vijf kantoortypen toegepast, het salon-, zolder-, hal-, patio- en terraskantoor, welke verspreid door het gebouw aanwezig zijn en elk hun eigen functies huisvesten.

## Galerij

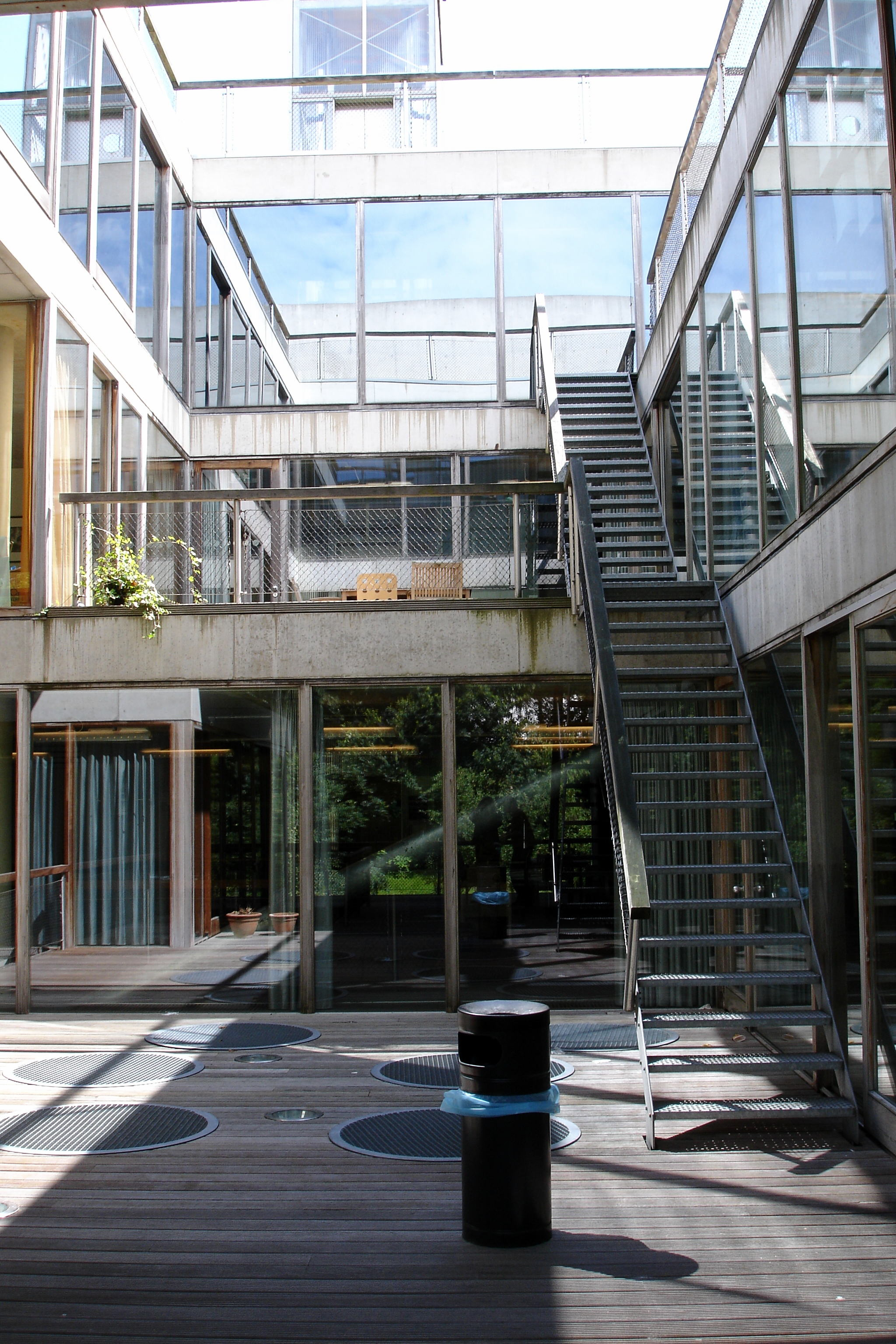
Binnenplaats
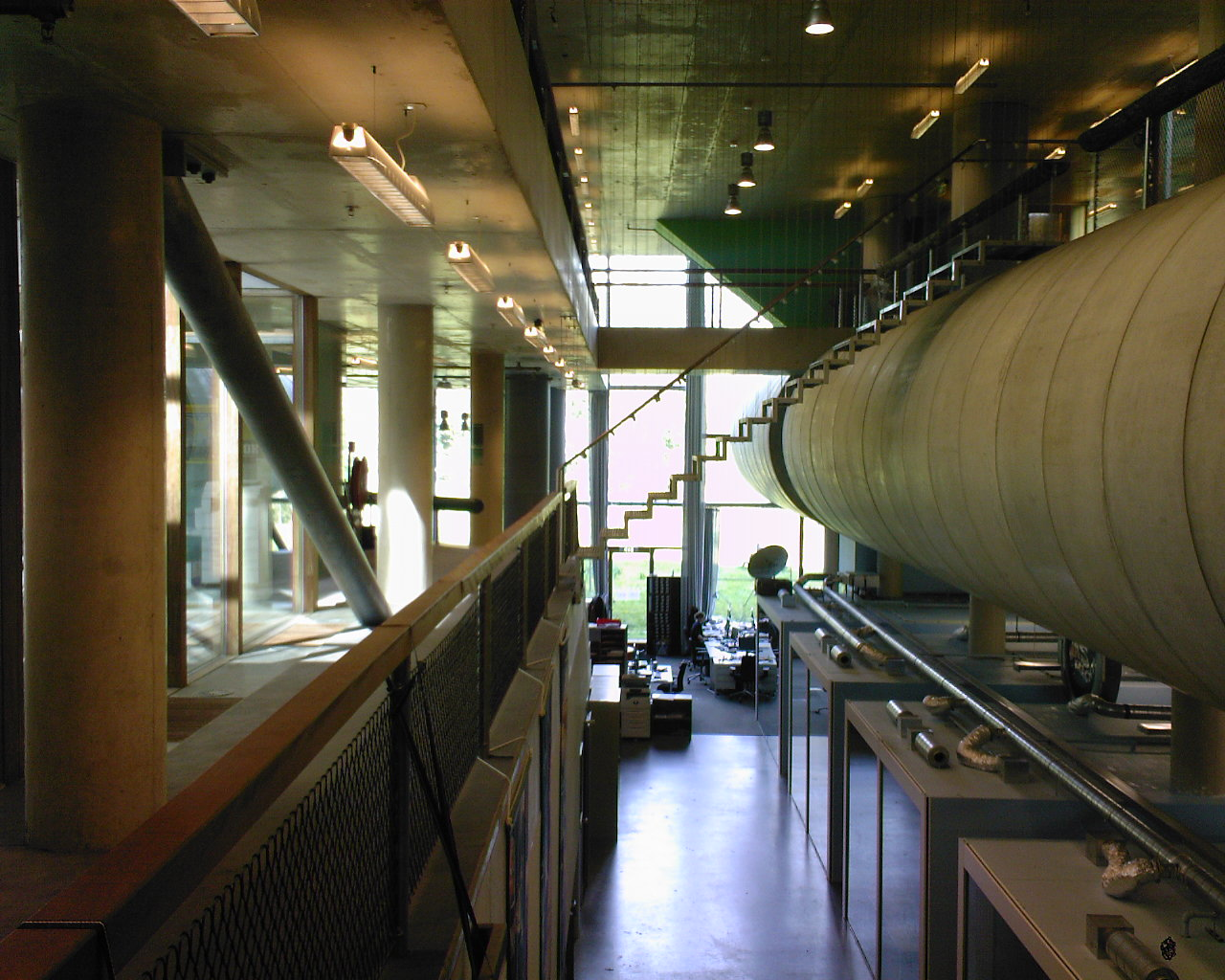
Trap
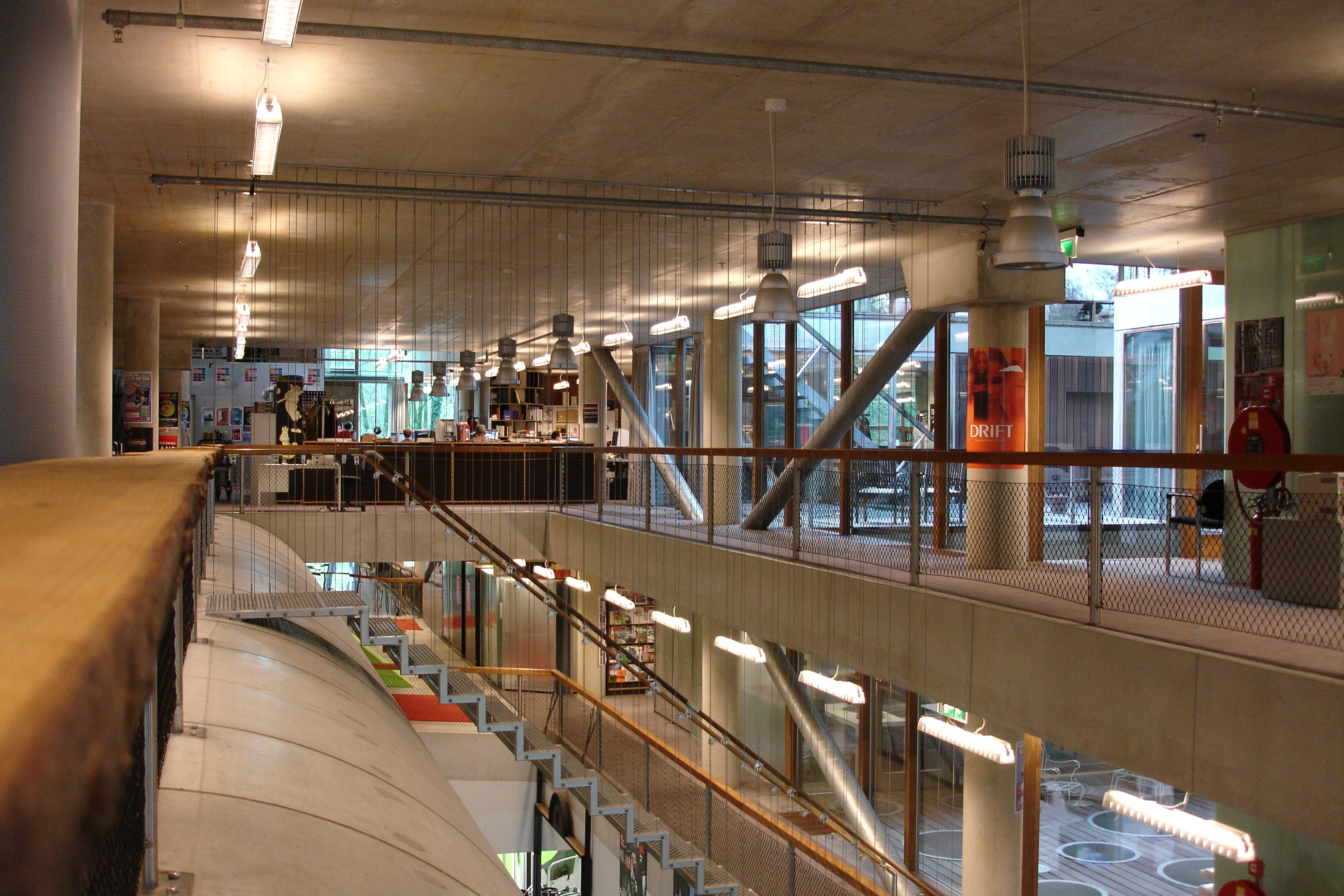
Kantoren